# 天主教聖安東尼奧總教區
天主教聖安東尼奧總教區（拉丁語：Archidioecesis Sancti Antonii）是美國一個羅馬天主教教省總教區，也是該國三十二個總教區之一。
總教區管轄德克薩斯州中部共十七個縣，並轄七個教區。總教區的面積為27,841平方英里，2010年時有教友702,547人（佔轄區總人口30.7%）、144個堂區和469名司鐸。現任總主教為古斯塔沃·加西亞-西列爾，輔理主教為彌額爾·J·布萊特。
聖安多尼奧教區於1874年8月28日成立，1926年8月3日升為總教區。